# 熊本県の市町村旗一覧
熊本県の市町村旗一覧（くまもとけんのしちょうそんきいちらん）は、熊本県内の市町村に制定されている、あるいは制定されていた市町村旗の一覧である。なお、一覧の順序は全国地方公共団体コード順による。廃止された市町村章は廃止日から順に掲載している。

## 市部
| 市       | 市旗                          | 制定有無 | 制定日        | 旗の色 | 備考                                 |
| -------- | ----------------------------- | -------- | ------------- | --- | ------------------------------------ |
| 熊本市   |                               | あり     | 1969年8月1日  | 地色は緑色であり、紋章は白色が指定されている |                                      |
| 八代市   |                               | あり     | 2005年8月1日  | 地色は白色であり、紋章は指定色が指定されている | 2代目の市旗である                    |
| 人吉市   |                               | あり     | 1972年10月7日 | 地色はジョンブリアン色であり、紋章は黒色が指定されている                                                                                            |                                      |
| 荒尾市   | ロゴタイプあり ロゴタイプなし | あり     | 1996年4月1日  | ロゴタイプありは地色は緑色であり、紋章は白色が指定され、その下部に「荒尾市」を付ける ロゴタイプなしでは地色は緑色であり、紋章は白色が指定されている | ロゴタイプありとロゴタイプなしがある |
| 水俣市   |                               | あり     | 1949年4月1日  | 地色は水色であり、紋章は指定色が指定されている |                                      |
| 玉名市   |                               | なし     | なし          | 地色は白色であり、紋章は指定色が指定されている | 2代目の市旗である                    |
| 山鹿市   |                               | あり     | 2005年1月15日 | 地色はえんじ色であり、紋章は金色が指定されている | 2代目の市旗である                    |
| 菊池市   |                               | なし     | なし          | 地色は白色であり、紋章は指定色が指定されている | 2代目の市旗である                    |
| 宇土市   |                               | なし     | なし          | 地色は紫色であり、紋章は白色である |                                      |
| 上天草市 | 地色が白色 地色が青色         | あり     | 2004年3月31日 | 地色が白色の場合：地色が白色であり、紋章は指定色が指定されている 地色が青色の場合：地色が青色であり、紋章は白色が指定されている                     | 地色は白色と青色がある               |
| 宇城市   |                               | なし     | なし          | 地色は白色であり、紋章は指定色が指定されている |                                      |
| 阿蘇市   |                               | あり     | 2005年2月11日 | 地色は白色であり、紋章は指定色が指定されている |                                      |
| 天草市   |                               | あり     | 2006年3月27日 | 地色は白色であり、紋章は指定色が指定されている |                                      |
| 合志市   |                               | なし     | なし          | 地色は白色であり、紋章は指定色が指定されている |                                      |

## 町村部
| 郡       | 町村       | 町村旗 | 制定有無 | 制定日        | 旗の色                                                                   | 備考 |
| -------- | ---------- | ------ | -------- | ------------- | ------------------------------------------------------------------------ | ---- |
| 下益城郡 | 美里町     |        | あり     | 2004年11月1日 | 地色は白色で、紋章は緑色とオレンジが指定されている                       |      |
| 玉名郡   | 玉東町     |        | なし     | なし          | 地色は紫色であり、紋章は白色が指定されている                             |      |
| 玉名郡   | 南関町     |        | なし     | なし          | 地色は緑色であり、紋章は白色が指定されている                             |      |
| 玉名郡   | 長洲町     |        | なし     | なし          | 地色は緑色であり、紋章は白色が指定されている                             |      |
| 玉名郡   | 和水町     |        | あり     | 2006年3月1日  | 地色は紺色で、紋章は白色が指定されている                                 |      |
| 菊池郡   | 大津町     |        | あり     | 1987年8月24日 | 地色は紺色で、紋章は「つ」が白色、「つつじ」の花柄は紺色が指定されている |      |
| 菊池郡   | 菊陽町     |        | あり     | 1986年3月31日 | 地色はえんじ色で、紋章は黄色が指定されている                             |      |
| 阿蘇郡   | 南小国町   |        | なし     | なし          | 地色は臙脂色であり、紋章は白色が指定されている                           |      |
| 阿蘇郡   | 小国町     |        | なし     | なし          | 地色は白色であり、紋章は指定色が指定されている                           |      |
| 阿蘇郡   | 産山村     |        | なし     | なし          | 地色は緑色であり、紋章は白色が指定されている                             |      |
| 阿蘇郡   | 高森町     |        | あり     | 1969年9月26日 | 地色は濃紫色で、紋章は白色が指定されている                               |      |
| 阿蘇郡   | 西原村     |        | あり     | 1977年8月27日 | 地色は緑色で、紋章は白色が指定されている                                 |      |
| 阿蘇郡   | 南阿蘇村   |        | あり     | 2005年2月13日 | 地色は白色であり、紋章は指定色が指定されている                           |      |
| 上益城郡 | 御船町     |        | なし     | なし          | 地色は臙脂色であり、紋章は白色が指定されている                           |      |
| 上益城郡 | 嘉島町     |        | なし     | なし          | 地色は紫色であり、紋章は白色が指定されている                             |      |
| 上益城郡 | 益城町     |        | なし     | なし          | 地色は臙脂色であり、紋章は白色が指定されている                           |      |
| 上益城郡 | 甲佐町     |        | なし     | なし          | 地色は緑色であり、紋章は白色が指定されている                             |      |
| 上益城郡 | 山都町     |        | あり     | 2005年2月11日 | 地色は白緑色で、紋章はオレンジと緑色が指定されている                     |      |
| 八代郡   | 氷川町     |        | なし     | なし          | 地色は白色であり、紋章は指定色が指定されている                           |      |
| 葦北郡   | 芦北町     |        | なし     | なし          | 地色は藍色であり、紋章は白色が指定されている                             |      |
| 葦北郡   | 津奈木町   |        | あり     | 1990年1月1日  | 地色は深緑色で、紋章は白色が指定されている                               |      |
| 球磨郡   | 錦町       |        | なし     | なし          | 地色は緑色であり、紋章は白色が指定されている                             |      |
| 球磨郡   | 多良木町   |        | あり     | 1986年6月1日  | 地色は臙脂色で、紋章は白色が指定されている                               |      |
| 球磨郡   | 湯前町     |        | なし     | なし          | 地色は黄色であり、紋章は青色が指定されている                             |      |
| 球磨郡   | 水上村     |        | なし     | なし          | 地色は緑色であり、紋章は白色が指定されている                             |      |
| 球磨郡   | 相良村     |        | なし     | なし          | 地色は水色であり、紋章は白色が指定されている                             |      |
| 球磨郡   | 五木村     |        | なし     | なし          | 地色は銀色であり、紋章は白色と緑色が指定されている                       |      |
| 球磨郡   | 山江村     |        | あり     | 1979年5月17日 | 地色は黄色で、紋章は青色が指定されている                                 |      |
| 球磨郡   | 球磨村     |        | なし     | なし          | 地色は水色であり、紋章は白色が指定されている                             |      |
| 球磨郡   | あさぎり町 |        | あり     | 2003年4月1日  | 地色は白色で、紋章は指定色が指定されている                               |      |
| 天草郡   | 苓北町     |        | なし     | なし          | 地色は臙脂色であり、紋章は白色が指定されている                           |      |

## 廃止された市町村旗
| 市郡     | 町村     | 市町村旗       | 制定有無 | 制定日         | 廃止日        | 旗の色                                                                         | 備考                                           |
| -------- | -------- | -------------- | -------- | -------------- | ------------- | ------------------------------------------------------------------------------ | ---------------------------------------------- |
| 飽託郡   | 北部町   |                | なし     | なし           | 1991年2月1日  | -                                                                              |                                                |
| 飽託郡   | 河内町   | （著作権存続） | なし     | なし           | 1991年2月1日  | -                                                                              |                                                |
| 飽託郡   | 飽田町   | （著作権存続） | なし     | なし           | 1991年2月1日  | -                                                                              |                                                |
| 飽託郡   | 天明町   |                | あり     | 1975年9月16日  | 1991年2月1日  | 地色は紺色であり、紋章は黄色が指定されている                                   |                                                |
| 球磨郡   | 上村     |                | あり     | 1973年7月4日   | 2003年4月1日  | 地色は緑色であり、紋章は黄色が指定されている                                   |                                                |
| 球磨郡   | 免田町   |                | あり     | 1982年1月25日  | 2003年4月1日  | 地色は海老茶色であり、紋章は白色が指定されている                               |                                                |
| 球磨郡   | 岡原村   | （著作権不明） | なし     | なし           | 2003年4月1日  | 地色は青色であり、紋章は白色が指定されている                                   |                                                |
| 球磨郡   | 須恵村   | （著作権不明） | なし     | なし           | 2003年4月1日  | 地色は緑色であり、紋章は白色が指定されている                                   |                                                |
| 球磨郡   | 深田村   | （著作権存続） | なし     | なし           | 2003年4月1日  | 地色は海老茶色であり、紋章は輪の部分は黒色で、矢印の部分は金色が指定されている |                                                |
| 天草郡   | 大矢野町 |                | なし     | なし           | 2004年3月31日 | 地色は青色であり、紋章は白色が指定されている                                   |                                                |
| 天草郡   | 松島町   |                | なし     | なし           | 2004年3月31日 | -                                                                              |                                                |
| 天草郡   | 姫戸町   |                | なし     | なし           | 2004年3月31日 | -                                                                              |                                                |
| 天草郡   | 龍ヶ岳町 |                | なし     | なし           | 2004年3月31日 | -                                                                              |                                                |
| 下益城郡 | 中央町   | （著作権存続） | なし     | なし           | 2004年11月1日 | -                                                                              |                                                |
| 下益城郡 | 砥用町   |                | なし     | なし           | 2004年11月1日 | -                                                                              |                                                |
| 葦北郡   | 芦北町   |                | なし     | なし           | 2005年1月1日  | -                                                                              |                                                |
| 葦北郡   | 田浦町   | （著作権存続） | なし     | なし           | 2005年1月1日  | -                                                                              |                                                |
| 宇土郡   | 三角町   |                | なし     | なし           | 2005年1月15日 | -                                                                              |                                                |
| 宇土郡   | 不知火町 | （著作権存続） | なし     | なし           | 2005年1月15日 | -                                                                              |                                                |
| 下益城郡 | 松橋町   |                | なし     | なし           | 2005年1月15日 | -                                                                              |                                                |
| 下益城郡 | 小川町   |                | なし     | なし           | 2005年1月15日 | -                                                                              |                                                |
| 下益城郡 | 豊野町   |                | あり     | 1968年9月26日  | 2005年1月15日 | 地色は臙脂色であり、紋章は白色が指定されている                                 | 豊野村旗として制定され、町制施行後に継承された |
| 山鹿市   |          |                | あり     | 1984年5月      | 2005年1月15日 | 地色は臙脂色であり、紋章は白色が指定されている                                 | 初代の市旗である                               |
| 鹿本郡   | 鹿北町   |                | なし     | なし           | 2005年1月15日 | -                                                                              |                                                |
| 鹿本郡   | 菊鹿町   | （著作権存続） | なし     | なし           | 2005年1月15日 | -                                                                              |                                                |
| 鹿本郡   | 鹿本町   |                | なし     | なし           | 2005年1月15日 | -                                                                              |                                                |
| 鹿本郡   | 鹿央町   | （著作権存続） | なし     | なし           | 2005年1月15日 | -                                                                              |                                                |
| 阿蘇郡   | 一の宮町 |                | あり     | 1981年11月15日 | 2005年2月11日 | 地色は臙脂色であり、紋章は白色が指定されている                                 |                                                |
| 阿蘇郡   | 阿蘇町   |                | あり     | 1998年3月2日   | 2005年2月11日 | 地色は濃紫色であり、紋章は白色が指定されている                                 |                                                |
| 阿蘇郡   | 波野村   |                | なし     | なし           | 2005年2月11日 | -                                                                              |                                                |
| 阿蘇郡   | 蘇陽町   |                | あり     | 1972年12月7日  | 2005年2月11日 | 色は緑色であり、紋章は白色が指定されている                                     |                                                |
| 上益城郡 | 矢部町   |                | あり     | 1955年2月1日   | 2005年2月11日 | 色は臙脂色であり、紋章は白色と黄色が指定されている                             |                                                |
| 上益城郡 | 清和村   |                | あり     | 1956年7月1日   | 2005年2月11日 | 色は臙脂色であり、紋章は白色が指定されている                                   |                                                |
| 阿蘇郡   | 白水村   |                | なし     | なし           | 2005年2月13日 | -                                                                              |                                                |
| 阿蘇郡   | 久木野村 |                | なし     | なし           | 2005年2月13日 | -                                                                              |                                                |
| 阿蘇郡   | 長陽村   |                | なし     | なし           | 2005年2月13日 | -                                                                              |                                                |
| 菊池市   |          |                | なし     | なし           | 2005年3月22日 | 地色は臙脂色であり、紋章は白色が指定されている                                 | 初代の市旗である                               |
| 菊池郡   | 七城町   |                | あり     | 1989年3月22日  | 2005年3月22日 | 地色は紫色であり、紋章は白色が指定されている                                   |                                                |
| 菊池郡   | 旭志村   | （著作権存続） | なし     | なし           | 2005年3月22日 | -                                                                              |                                                |
| 菊池郡   | 泗水町   |                | あり     | 1970年10月1日  | 2005年3月22日 | 地色は青色であり、紋章は白色が指定されている                                   |                                                |
| 八代市   |          |                | あり     | 1970年8月17日  | 2005年8月1日  | 地色は白色であり、紋章は濃緑色が指定されている                                 | 初代の市旗である                               |
| 八代郡   | 鏡町     |                | なし     | なし           | 2005年8月1日  | 地色は緑色であり、紋章は橙色・縁部分は白色が指定されている                     |                                                |
| 八代郡   | 東陽村   |                | あり     | 1971年11月1日  | 2005年8月1日  | 地色は濃紺色であり、紋章は白色が指定されている                                 |                                                |
| 八代郡   | 千丁町   |                | なし     | なし           | 2005年8月1日  | 地色は緑色であり、紋章は白色が指定されている                                   |                                                |
| 八代郡   | 坂本村   |                | あり     | 1967年6月1日   | 2005年8月1日  | 地色は青色であり、紋章は白色が指定されている                                   |                                                |
| 八代郡   | 泉村     |                | あり     | 1969年12月20日 | 2005年8月1日  | 指定されていない 慣例として地色は臙脂色であり、紋章は白色が指定されている      |                                                |
| 八代郡   | 竜北町   |                | なし     | なし           | 2005年10月1日 | -                                                                              |                                                |
| 八代郡   | 宮原町   | （著作権存続） | なし     | なし           | 2005年10月1日 | -                                                                              |                                                |
| 玉名市   |          |                | あり     | 1954年7月18日  | 2005年10月3日 | 地色は黄緑色であり、紋章は白色が指定されている                                 | 初代の市旗である                               |
| 玉名郡   | 岱明町   |                | なし     | なし           | 2005年10月3日 | -                                                                              |                                                |
| 玉名郡   | 横島町   | （著作権存続） | なし     | なし           | 2005年10月3日 | -                                                                              |                                                |
| 玉名郡   | 天水町   | （著作権存続） | なし     | なし           | 2005年10月3日 | -                                                                              |                                                |
| 菊池郡   | 合志町   |                | なし     | なし           | 2006年2月27日 | -                                                                              |                                                |
| 菊池郡   | 西合志町 |                | なし     | なし           | 2006年2月27日 | -                                                                              |                                                |
| 玉名郡   | 菊水町   | （著作権存続） | なし     | なし           | 2006年3月1日  | -                                                                              |                                                |
| 玉名郡   | 三加和町 |                | なし     | なし           | 2006年3月1日  | -                                                                              |                                                |
| 本渡市   |          |                | あり     | 1954年12月22日 | 2006年3月27日 | 地色は水色であり、紋章は白色が指定されている                                   |                                                |
| 牛深市   |          |                | あり     | 1954年10月20日 | 2006年3月27日 | 地色は紫色であり、紋章は白色が指定されている                                   |                                                |
| 天草郡   | 有明町   |                | あり     | 1966年11月15日 | 2006年3月27日 | 地色は紺色であり、紋章は白色が指定されている                                   |                                                |
| 天草郡   | 御所浦町 |                | あり     | 1973年11月1日  | 2006年3月27日 | 地色は藍色（海の色）であり、紋章は白色が指定されている                         |                                                |
| 天草郡   | 倉岳町   |                | なし     | なし           | 2006年3月27日 | -                                                                              |                                                |
| 天草郡   | 栖本町   |                | あり     | 1993年6月24日  | 2006年3月27日 | 地色は紺色であり、紋章は白色が指定されている                                   |                                                |
| 天草郡   | 新和町   | （著作権存続） | なし     | なし           | 2006年3月27日 | -                                                                              |                                                |
| 天草郡   | 五和町   |                | なし     | なし           | 2006年3月27日 | -                                                                              |                                                |
| 天草郡   | 天草町   |                | なし     | なし           | 2006年3月27日 | -                                                                              |                                                |
| 天草郡   | 河浦町   |                | なし     | なし           | 2006年3月27日 | -                                                                              |                                                |
| 下益城郡 | 富合町   |                | なし     | なし           | 2008年10月6日 | 地色は臙脂色であり、紋章は白色が指定されている                                 |                                                |
| 下益城郡 | 城南町   |                | なし     | なし           | 2010年3月23日 | 地色は緑色であり、紋章は白色が指定されている                                   |                                                |
| 鹿本郡   | 植木町   |                | あり     | 1980年1月1日   | 2010年3月23日 | 地色は海老茶色であり、紋章は白色が指定されている                               |                                                |

### 書籍
- 中川幸也『シリーズ人間とシンボル第2号「都市の旗と紋章」』中川ケミカル、1987年10月11日。
- NHK情報ネットワーク『NHKふるさとデータブック10 [九州 2]』日本放送協会、1992年5月1日。

### 自治体書籍
- 免田町役場『免田町例規集』熊本県球磨郡免田町。
- 上村役場『上村例規集』熊本県球磨郡上村。
- 阿蘇町役場『阿蘇町例規集』熊本県阿蘇郡阿蘇町。
- 一の宮町役場『一の宮町例規集』熊本県阿蘇郡一の宮町。
- 本渡市役所『本渡市例規集』熊本県本渡市。
- 牛深市役所『牛深市例規集』熊本県牛深市。
- 有明町役場『有明町例規集』熊本県天草郡有明町。
- 御所浦町役場『御所浦町例規集』熊本県天草郡御所浦町。
- 栖本町役場『栖本町例規集』熊本県天草郡栖本町。
- 矢部町役場『矢部町例規集』熊本県上益城郡矢部町。
- 清和村役場『清和村例規集』熊本県上益城郡清和村。
- 蘇陽町役場『蘇陽町例規集』熊本県阿蘇郡蘇陽町。
- 天明町役場『天明町例規集』熊本県飽託郡天明町。
- 豊野町役場『豊野町例規集』熊本県下益城郡豊野町。
- 七城町役場『七城町例規集』熊本県菊池郡七城町。
- 泗水町役場『泗水町例規集』熊本県菊池郡泗水町。
- 八代市役所『旧・八代市例規集』熊本県八代市。
- 泉村役場『泉村例規集』熊本県八代郡泉村。
- 東陽村役場『東陽村例規集』熊本県八代郡東陽村。
- 坂本村役場『坂本村例規集』熊本県八代郡坂本村。